# Vincent P. de Poix

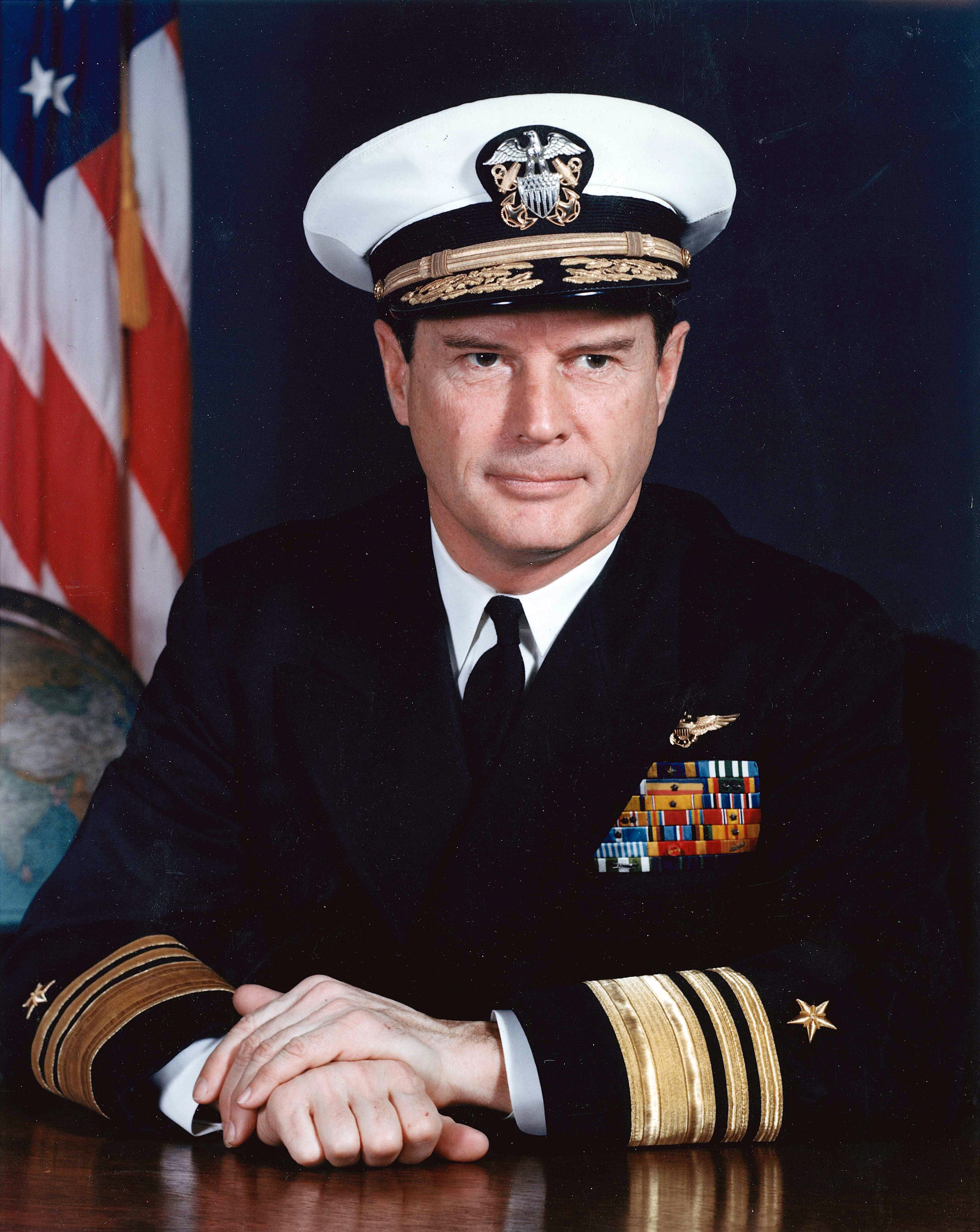
Vizeadmiral Vincent P. de Poix

Vincent Paul de Poix (* 13. August 1916 in Los Angeles, Kalifornien; † 3. Februar 2015 in Oregon) war ein US-amerikanischer Vizeadmiral. Größere Bekanntheit erlangte de Poix vor allem als erster Kommandant des Flugzeugträgers Enterprise. Nach seiner Tätigkeit bei der Marine war er von 1972 bis 1974 als Leiter der Defense Intelligence Agency tätig.

## Leben

### Frühes Leben
Vincent Paul de Poix war der Sohn von Elzear Paul und Grace L. de Poix. Er besuchte die Horace Greeley High School in Chappaqua und anschließend die Severn School, eine College-Vorschule der United States Naval Academy in Maryland. Anschließend ging de Poix auf das Lafayette College, ehe er schließlich 1935 auf die United States Naval Academy wechselte. Seinen dortigen Abschluss absolvierte de Poix 1939 mit Auszeichnung.

### Militärlaufbahn

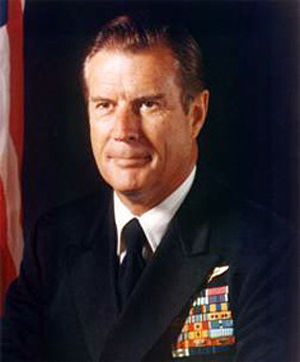
Vincent P. de Poix im Range eines Vizeadmirals

Am 1. Juni 1939 kam de Poix als Fähnrich an Bord der Minneapolis. Ein Jahr später wechselte er auf die Sicard. Nach der Ausbildung zum Marineflieger wurde de Poix der Advance Carrier Trainingstruppe in San Diego zugeteilt. Von Juni 1942 bis August 1943 war de Poix im Südpazifik eingesetzt. Unter anderem war er an Einsätzen der Flugeinheit 6 (VF-6) an Bord der Enterprise während der Schlacht um Guadalcanal und der Saratoga beteiligt.
Nach dem Krieg war Vincent de Poix ab 1948 Kommandant des Kampfgeschwaders 172 (VF-172) mit Basis in Florida. Von 1950 bis 1952 war de Poix beim Bureau of Ordnance Research and Development Division Aviation Ordnance Branch in Washington, D.C. angestellt. Anschließend war er als Ordonnanzoffizier für den Oberbefehlshaber der Pazifikflotte tätig. Er blieb in dieser Position, bis er im Januar 1957 das Kommando der Air Development Squadron (VX-4) in Point Mugo übernahm.
Im März 1959 wurde de Poix leitender Offizier des Flugzeugtenders USS Albemarle (AV-5). Ein Jahr später wechselte de Poix jedoch als stellvertretender Direktor ins Atomic Energy Commission Reactor Development Division Office, das sich unter anderem mit den Reaktoren der US-amerikanischen Kriegsschiffe beschäftigte.
Im September 1960 wurde Vincent de Poix als erster Kommandant des neuen Flugzeugträgers USS Enterprise (CVN-65) bestimmt, da er durch seine vorherigen Tätigkeiten Erfahrung mit den im Schiff eingebauten Reaktoren besaß. Am 24. September 1960 lief das Schiff als erster atomgetriebener Flugzeugträger der Welt vom Stapel und wurde am 25. November 1961 in Dienst gestellt. Bei der Konstruktion der Enterprise wurden auf Wunsch von de Poix fünf Bullaugen aus der alten Enterprise (auf der er während des Krieges ebenfalls stationiert war) auf dem neuen Schiff eingebaut. Am 20. Juni 1963 gab de Poix sein Kommando ab und besuchte anschließend das National War College in Washington. Ab 1964 war de Poix im Büro des Chief of Naval Operations tätig. Nach einem kurzen Einsatz als Leiter einer Flugzeugträgerflotte (Carrier Division 7) im August 1966 kehrte er in diese Tätigkeit zurück.

### Defense Intelligence Agency
Im Juli 1972 wurde Vincent de Poix stellvertretenden Leiter der Defense Intelligence Agency (DIA). Nur einen Monat später wurde er zum Leiter gewählt. de Poix war der erste Marineoffizier, der diesen Posten innehatte. Er trieb die Umstrukturierung der Organisation voran, die bereits von seinem Vorgänger begonnen wurde. So wurde bis 1973 die Anzahl der in Vietnam stationierten Personen von DIA um ein Drittel reduziert. Unter seine als „stürmisch“ beschriebene Amtszeit fiel zudem die Watergate-Affäre sowie der Jom-Kippur-Krieg. de Poix verblieb bis September 1974 im Amt.

### Späte Jahre
Nach seiner Tätigkeit beim DIA wurde de Poix Präsident von Teledyne Technologies, bis er nach zehn Jahren in diesem Amt in Pension ging. Vincent P. de Poix war bis zu deren Tod im April 1991 mit Betty Ann Rose de Poix verheiratet. Das Paar bekam vier gemeinsame Kinder. Er lebte zuletzt in Oregon, wo er am 3. Februar 2015 im Alter von 98 Jahren starb. Auf eigenen Wunsch erfolgte kein öffentlicher Nachruf. Für seine Verdienste wurde de Poix vielfach ausgezeichnet.

## Auszeichnungen
- Navy Distinguished Service Medal with three Gold Stars
- Legion of Merit
- Air Medal with Gold Star
- Purple Heart
- Navy Expeditionary Medal
- Joint Service Commendation Medal
- American Defense Service Medal
- American Campaign Medal
- Asiatic Pacific Campaign Medal
- World War II Victory Medal
- National Defense Service Medal with Bronze Star
- Korean Service Medal with Bronze Star
- United Nations Service Medal
- Armed Forces Expeditionary Medal (Cuba)
- Vietnam Service Medal with Bronze Star
- National Order of Vietnam (Grand Officer)
- Vietnamese Gallantry Cross with Palm
- Vietnam Campaign Medal
- Presidential Unit Citation with Bronze Star
- Navy Unit Commendation with two Bronze Stars
- Joint Staff Identification Badge
- Central Intelligence Agency Distinguished Intelligence Medal